# 프란시스코 비스코초
프란시스코 비스코초 에스테베스(스페인어: Francisco Bizcocho Estévez, 1951년 1월 22일, 안달루시아 주 코리아 델 리오 ~)는 스페인의 전직 축구 선수로, 현역 시절 우측 수비수로 활약했다.

## 클럽 경력
세비야 도 코리아 델 리오 출신인 비스코초는 현역 시절 전부를 고향 연고의 베티스에서 보냈는데, 11년 중 9년을 라 리가에서 활약했다. 그는 1971년 9월 5일, 0-2로 패한 레알 마드리드 원정 경기에서 1부 리그 신고식을 치렀고, 1년차에 31경기 출전(이 중 30경기를 선발로 출전)하였고, 안달루시아 연고 구단은 13위의 성적을 거두었다.
1976-77 시즌, 비스코초는 베티스 소속으로 27경기를 출전하였고, 소속 구단은 5위를 차지했는데, 같은 해 아틀레틱 빌바오와의 코파 델 레이 결승전에서는 승부차기 주자로 나서 성공하여 8-7 승리로 구단의 창단 대회 첫 우승을 거두었다. 그러나, 이듬해 베티스는 2부 리그로 강등당하는 굴욕을 겪었다.
1982년 6월, 비스코초는 31세로 현역에서 은퇴했는데, 그는 1부 리그에서 235번의 경기에 출전해 2골을 기록했다.

## 수상
- 코파 델 레이: 1976-77
- 세군다 디비시온: 1973-74

## 같이 보기
- 원 클럽 맨